# Gustavo Ditella
Gustavo Ditella (Tandil, Buenos Aires; 7 de febrero de 1971) es un ex árbitro asistente de fútbol argentino, que dirigió mayoritariamente en el ascenso nacional, llegando a disputar algunos partidos en la Primera División del fútbol argentino.
Comenzó a arbitrar en 1994 en la Liga Tandilense de Fútbol en la cual se desempeñó hasta 2003, mientras que también formó parte de los torneos regionales del Consejo Federal.
Tras su retiro se instaló en Tandil, creando una nueva asociación, «Árbitros Independientes de Tandil», que se dedica a arbitrar torneos comerciales amateur.

## Arbitraje
Ditella llegó a ser profesional tras debutar en el seno de la liga tandilense, caso que replicaron más adelante los árbitros profesionales Daniel Iturregui, Hugo Cordero, Jorge Baliño, Andrés Merlos, Lucas Novelli Sanz y Diego Novelli Sanz, entre otros.
Realizó entre 1998 y 1999 el Curso de Árbitro Nacional que dicta la Asociación del Fútbol Argentino, y fue contratado en 2003, año que debutó en la segunda categoría nacional. En 2009 logró debutar como asistente en la Primera División. Finalizó su contrato con la casa madre del fútbol argentino en 2014.